# محمود الملاح
العلامة اللغوي العراقي محمود الملاح ولد عام 1891م بمدينة الموصل.

## النشأة
تعلم القرآن بنفسه وكان يقرأ أي كتاب يقع تحت يديه شيخه الوحيد عبد الله النعمة الذي منحة الإجازة العلمية ليصبح رجل دين.

## وظائفه الإدارية
1. استدعي للخدمة العسكرية ليعمل جندي كاتب في الحرب العالمية الأولى في حلب فالتقى هناك بعلمائها واستفاد من علمهم رجع للموصل بعد نهاية الحرب
2. في عام 1919م سافر إلى سوريا في مهمة وطنية وعهدت له الحكومة السورية وظيفة لأنه يندر في ذلك الوقت من يحسن العربية في دوائر الدولة وبقي فيها إلى أن احتلت سوريا من قبل الفرنسيين وعاد إلى الموصل وعين في دار المعلمين وثانوية في بغداد عام 1920م وضيق عليه واستقال واكتفى بالتدريس في المدارس الأهلية
3. اختير للتدريس في العسكرية وألغيت وظيفته فاختار العزلة والمطالعة والكتابة في الصحف.
4. انتخب نائبا عن لواء محافظة الموصل قبل الحرب العالمية الثانية إلى أن وافاه الأجل ليلة الأربعاء 19 مارس 1969م.

## جهودة الدعوية
- ساهم في شبابه في بث الوعي الإسلامي والقومي عن طريق الشعر والخطب الحماسية وتشجيع النشء الصاعد على التمسك بالأخلاق وآداب العرب والمسلمين لإعادة الأمجاد والمفاخر العربية
- كان واسع الاطلاع غزير العلم بالأدب والنقد الأدبي والشعر والتاريخ واللغة وكان موسوعيا ودائرة معارف متنقلة
- دعا إلى التمسك بالدين الإسلامي ودعا إلى وحدة العرب والمسلمين وإلى نبذ التعصب والرجوع إلى الحق فكثر أعداءه

جهوده في مجال العقيدة 
- أخذ على عاتقه التصدي للشعوبيين والمنحرفين الذين سولت أنفسهم بالدس والكذب على ديننا
- بين زيف العقائد المنحرفة كالبابية والبهائية والأحمدية والقاديانية وقال عن البابية أنها حركة نبتت من إيران غير مستمدة من الخارج ولما بطش بها الإيرانيون تحولت إلى بهائية واتصلت بالاستعمار لتحميها
- تكلم عن القرامطة أن أستاذها من العبيدين (آل القداح) حركة طائفية أشربت معنى الشيوعية وهي شعبة من الإباحية واستفادوا من المزدكية لاجتذاب الشباب وكانت شيوعية مزدك في النساء والأموال.
- تكلم عن ثورة الزنج أشاع كل من يتبعني فهو حر وبذلك كثر جيشه وكان الثوار يعمدوا إلى كسر السجون ليكثروا بالمسجونين ونقل العبيد من عبودية مادية إلى عبودية روحية وكان نتيجة ثورته خراب في العراق وله رسالة أنه طالب إصلاح فثورته اعتقاديه لا اقتصادية والغريب الكتاب المعاصرين الذين سموه محرر العبيد
- كانت ثورة القرامطة لغاية مذهبية لا تحريرية وجرت على أيديهم فضائع فالزنج شرهم في العراق فقط أما القرامطة تحاوز شرهم إلى العراق والشام
- تكلم عن كثير من العقائد الزائفة كالشيخية والسبئية والبابكية والخرمية والخوارج .

## جهوده في الإعلام
كان يراقب ويرصد المجلات والكتب وبعد مراجعتها يرد على من افترى وعلى من يبث الأكاذيب حول نبينا أو تاريخنا والويل للكذاب أو من يدس أنفه فيما يرى الملاح أنه غير صحيح فقد دبج المقالات للرد على فحول الأدباء والعلماء وكان يخرج من تلك المعارك منتصرا بل كانت تلك المعارك تزيده قوة فهو المحقق والمدقق لكل ما ينشر ليعقب بعد ذلك إلى كل من هو منحرف وكان كالسيف الصارم على الشعوبية. أصدر مجلة التجديد في بغداد عام 1928م.
أبرز رسائله وكتبه: 
- المهدي والمهدوية
- المجوسية المبرقعة
- تشريح شرح نهج البلاغة
- ديوان شعر من جزئين أو ثلاث

كانت له ندوة في بيته أسبوعية يحضرها محبوه وعارفوا فضله من العلماء والأدباء والمؤرخين ويكون النفاشات والتعليقات على الكتب القديمة والجديدة يقول الشيخ إبراهيم السامرائي البغدادي أنه كان يحضر كل إسبوع ليسمع التعليقات على الكتب وما فيها من تشويه ودس على الإسلام وأهله وكان من ضمن الحضور طه الفياض صاحب جريدة السجل والأستاذ محمد صالح العبيدي والأستاذ جعفر مال الله والأستاذ علي البصيري والأستاذ حميد المحل والسيد سعيد عباس الراشيدي وغيرهم.
والشيخ يونس السامرائي له كتاب بعنوان مجالس بغداد الطبعة الأولى عام 1985م .